# 改革連盟
改革連盟（かいかくれんめい、英: Reform League)とは、イングランドにおける労働者の選挙権獲得を目指して1865年に組織されたイングランドにおける急進派の政治団体である。ロンドンの熟練労働者の支持を集めて、第二次選挙法改正運動を主導した。
活動目標を1832年の選挙法を改正し、1)成人男子選挙権、2)秘密投票制度の導入、3)議席再配分を実現させることと定めていた。弁護士エドマンド・ビールズが会長を務め、建築工のジョージ・ハウエルが書記を務めていた。執行委員会は労働運動の指導者で占められ、会員も労働者階級で構成されていた。第二次選挙法改正運動では、中産階級中心の改革連合やロンドン労働者協会（英: London Working Men's Association）といった組織もあったが、ここでは自由・労働主義を旗印に活動した改革連盟を中心に第二次選挙法改正という問題全体を取り上げる。

## 前史

### 第一次選挙法改正
19世紀、イングランドは産業革命の時代に入り繁栄を遂げていたが、数多くの矛盾が存在していた。そのひとつが選挙法の問題である。
19世紀初頭、有権者数は全国民比で3％程度にとどまり、その大半が貴族やジェントリによって占められた。制限選挙と工業化による国内の人口分布の変化によって多くの都市選挙区バラ (行政区画)が過疎化して「腐敗選挙区」と化し、またマンチェスターのように州選挙区の一部が工業都市に変貌してもなお十分に議席を割振られず人口に似合う代表がなされないという状況に陥ったため議会の腐敗と寡頭が深刻化していた。18世紀の議会政治における選挙は、有力者が有権者を屋敷に招待して接待するもので買収は通例であり、19世紀初期に後に腐敗行為と呼ばれた行為は処罰対象ではなく、腐敗として認識されることはなかった。
だが、こうした状況はアメリカ独立革命やフランス革命、そしてナポレオン戦争を経て、急激な国内の工業化、都市化、機械化が進展すると、1830年代に入る頃には状況は一変していた。急進的な民主主義思想が台頭して改革の要求が高まっていたのである。1832年第一次選挙法改正が行われて都市選挙区において地方税評価額十ポンドの住宅保有者に選挙権が与えられ、中産階級を対象として商店主などプチブル層の戸主にまで選挙権が広げられた（十ポンド戸主選挙権）。さらに、南部農村から北部工業都市に議席が再配分され、選挙区画の見直しも行われた結果、有権者数は3％から4.5％へと微増した。

### チャーティスト運動後
しかし、この段階でも資格に届かない労働者は選挙権を持てずにいた。時代は「労働者の時代」となっていたが、一向に社会の変革は受け入れられていなかった。1840年代、この状況を打開するため労働者の選挙権獲得を要求するチャーティスト運動が展開される。
この運動は失敗に終わるが、1850年代以降グレート・ブリテン王国は長い好景気に入り、熟練労働者を中心に生活水準の向上が見られた。熟練層は一般労働者に比べ2倍の収入を得ており活発に組合運動を展開するなど労働者階級の社会的影響力は確実に高まっていた。ここに第二次選挙法改正運動が盛んになる契機が生じた。

## 発端

### 新モデル労働組合

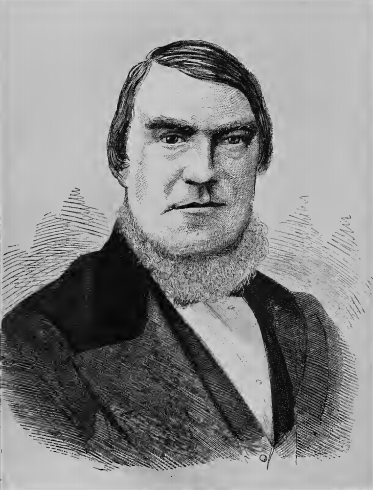
1873年のウィリアム・アラン

チャーティスト運動は失敗したが、労働運動は著しい進展を見せていた。
1851年、ウィリアム・アランによって機械工合同組合(以下、ASEと略記）が組織された。
ASEは1）時間外労働の禁止、2）出来高払いの廃止、3）厳格な入職制限を要求して立ち上がった。アランは実現のために三ヶ月にわたって闘争するが、雇い主によるロックアウトに直面してこれに敗北している。敗北したとはいえ、この組合はこれまでの単なるストライキ組合ではなかった。アランはASEを職人の同士的組合として位置づけており、相互扶助のために疾病・労災、退職・葬儀給付金の拠出し共済制度を整備して組合を新生させた。ASEは新しい組合モデルを構築していく。こうした方針は名目的な会費を徴収してストライキの参加者を募るだけの旧組合の体質とは根本的に異なるものであり、雑多の労働者を集めて基金を運営するだけの友愛組合に比べると結束力の面でも優れた特徴を有していた。組織は次第に強力な財政基盤を築いて華々しい経済的成功を収めていった。1865年までに組合基金として14万ポンドを積み立てたほか、1867年には組合員数が3万3千人へと増加するなど急成長を遂げていた。
1850年代の好景気によりロンドンでは建築ラッシュを迎えたが、1857年の経済恐慌によって1859年のロンドン建築工ストライキが起こる。1860年5月、ロンドン労働者協会(英: London Trades Council 以下、LTCと表記)が発足し、多くの都市で労働運動の結集が進展した。LTCは後に各地でつくられた同種の「地区労」を結びつけて労働組合会議(英: Trades Union Congress)を開催し、その母体にもなっていった。
一方、1859年にはロンドン建築工ストライキを契機に新しい動きが見られた。
この頃、1847年工場法のもとで十時間労働制が成立していたが、建築業界においての十時間制は重労働であった。石工が中心となって、労働時間の短縮と出来高払いの廃止などを求めて工場経営者や親方組合に対して陳情を始めた。しかし、これに対して経営側は大規模な職場締め出し（ロックアウト）で対抗し、事態はロンドンの建築工を巻き込む一大ストライキに発展した。各々平行線を保ったまま雇用主・組合が双方要求を取り下げて闘争は挫折に追い込まれる。挫折の原因は労働組合の法的地位が明確でなく、労使間の団体交渉が適切におこなわれなかったことが挙げられる。
当時の労働組合は法的に認められた組織ではなかったため、雇用主が交渉に臨むことに法的拘束力が課せられていなかった。資本に労使交渉に応じる責任はないが故に、結果的に闘争の勝敗は組合側の闘争力、つまり無給でも目的をやり遂げるという労働者のやる気次第になっていた。労働組合の内部支配力の弱さも問題だった。スト破りも横行したり、ピケット行為で内紛が発生したり、統一的な闘争もままならなかった。これが労働運動の障壁になっていたのである。このストライキはロンドン労働者協会の結成につながっていく。建築工はASEの資金援助を受けて賃金の安定化と待遇改善のために激しく争ったが、まもなくスト委員会が敗北を認めたため闘争は失敗に終わった。しかし、建築工のリーダーたちであったジョージ・ハウエルやジョージ・ポッターは抵抗を諦めていなかった。
その後、労働運動の目標は1)労働条件の改善（主要なものでは十時間制から九時間制への移行や時間外労働の禁止などの時短問題・出来高払いの廃止・一般労働者の入職制限）、2)労働法の一種主従法の改正、3)労働組合の合法化に焦点が置かれ労働運動は壁にぶつかりながらも次第に先鋭化していった。労働運動の指導者として頭角を現してきた煉瓦積職人のジョージ・ハウエルや製靴工のジョージ・オッジャーは熟練労働者が抱える問題の解決に意欲を燃やし議会をターゲットに運動を展開するが、早くも議会の対応の鈍さに直面する。

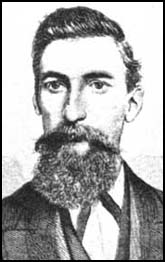
ロバート・アップルガース

1860年代のブリテンにおける影響力ある労働組合は以下のグループがあった。
- ウィリアム・アラン（英語版） ： 機械工合同組合（英語版）
- ロバート・アップルガース（英語版）  ： 大工･指物工合同組合（英語版）
- エドワード・クールソン（英語版） ： 煉瓦工職人組合（英語版）
- ジョージ・オッジャー（英語版） ： 婦人靴職工合同組合（英語版）
- ダニエル・ガイル（英語版） ： 鍛冶職人合同組合（英語版）

シドニー・ウェッブは上記の組合指導者を「ジャンタ」と呼び、1860年代ブリテン労働組合運動の中核として位置づけた。
1860年代ブリテンの労働組合運動は「労働貴族」と呼ばれる熟練労働者層に掌握され、マルクス主義と隔絶した路線を歩んでいた。彼ら熟練労働者は、一般労働者に対して2倍の賃金を受け取っており、機械以前の技能で生きるアーティザン（職人）であった。労働貴族は「支配される存在」ではなく、もはやヴィクトリア社会の労働者階級に「君臨する存在」となっていた。ASEの場合、年齢に応じて15シリングから3ポンドの入会金、週1シリングの会費、これは労働者にとってかなり高額な会費を収めなければならず、会員になるには推薦人も必要であった。合同組合のメンバーになるということは「エリート労働者」となることを意味していた。
労働運動の指導者たちはチャーティズムに対する反動から「ノー・ポリティクス」を決め込んでいた。
特に機械工合同組合の指導者ウィリアム・アランは、政治運動で失敗した苦い経験があり政治への関与に強く憂慮していた。また、『労働者階級の諸々の風習と様々な習慣』、『偉大な下層民』、『新しい主人』という書を刊行し労働者の実情を世に紹介した機械工のトマス・ライトも同様の反応を示した。彼はASEのイデオロギーに感化されており、政治闘争への反感を表明している。自身の著作において政治に熱中して自分たちの本分を忘れた労働者による社会運動に嫌悪感を示した。

### 1860年代と時代の変化
1860年代は大きなターニング・ポイントとなった。その頃世界は大きな変化を経験していた。大英帝国の世界支配が完成していく一方で、反動主義的な国際政治が動揺し始めていた。動揺は周辺部で始まった。アメリカの本格的な産業革命、ドイツ統一、イタリア統一運動、日本の尊王攘夷運動や戊辰戦争が勃発するなど後発諸国も近代国家を形成する段階に入っていった。
アメリカで南北戦争が始まり、北部合衆国が南部連合に勝利を収め、これにより黒人奴隷制は崩壊した。あらゆる改革、革命、独立に反対する老大国（イギリス・フランス・オーストリア・ロシア）中心の復古的な世界秩序に綻びが生じ始めており、新興各国（ブリテン国内ではアメリカ南北戦争期に展開した北部支援運動・イタリア ガリバルディ支援運動・ポーランド・ポーランド支援運動、アイルランドのフィニアン蜂起）でナショナリズムの機運が高まっていた。1864年9月28日にはジョージ・オッジャー、ウィリアム・ランダル・クリーマー、フランス労働者団代表のアンリ・トランといった熟練労働者、ロンドン大学教授のエドワード・ビーズリら知識人を中心に国際労働者協会（第一インターナショナル）がロンドンで設立された。第一インターは各国首都に次々と支部を設置して、共産主義の父カール・マルクスの理論的・政治的両面での指導を受けるながら労働運動を世界中で活発化させていく。自由を獲得するという時代の雰囲気がイングランドの人々の士気を鼓舞していった。
国際的なナショナリズム高陽の機運が見られた他、労働時間短縮運動の挫折と労働条件問題、主従法などの労働法問題の深刻さが露わとなった。主に石工や煉瓦積職人、大工などの建築労働者と炭鉱労働者を中心に次第にではあるが再び政治に接近しはじめるようになる。労働組合運動の指導者たちは、熟練労働者の待遇改善のためには選挙権の獲得が必要であると考え、「成人男子選挙権協会」を組織していた。この組織はかつて知識人や貧困労働者が主体であったチャーティズムを労働者自身が凌駕した歴史的瞬間であった。アップルガースは『レイノルズ・ニュースペーパー』で労働者に次のように語っている。
この見解は改革連盟による選挙法改正運動へと発展していく。
建築工ストライキから数年が経緯化して時短運動は頓挫していたが、ジョージ・ハウエルやジョージ・ポッターは長時間労働への抵抗を諦めていなかった。LTCの復帰命令に反対して復職するのを断念し、古いチャーティスト運動家の支援を受けながらジャーナリズムや政治運動の道に入ることになる。やがて、彼ら建築工の若い指導者たちは労働条件の改善が必死の状況にあって、労働者は次第に労働条件の改善をはかる道が政治的権利の獲得にしかないという自覚に到達するようになっていた。かくしてロンドンの労働者は「成人男子選挙権協会」を結成し、活動目標を6ヶ月の居住条件をもつ有権者登録つきの「成人男子選挙権」と「秘密投票制」の獲得による政治問題の解決に定めるに至る。これが改革連盟の前身となる。

## 改革連盟の発足

### 改革連盟の政治的立場

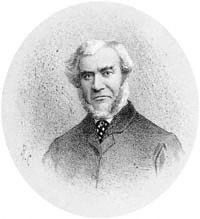
エドマンド・ビールズ。改革連盟の会長に就任し、運動に取り組む。

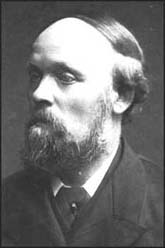
ジョージ・ハウエル。このときハウエルは書記を勤めていた。

「成人男子選挙権協会」はストライキ戦術をめぐる労働組合指導者の内紛によって崩壊し、アップルガースの運動を支持するグループ（ジャンタと呼ばれている）を中心に新組織の結成が進められた。1865年2月、ジョージ・ハウエルらジャンタを支持した労働運動指導者はジョージ・ポッターの排斥を決定して労働者物質的向上統一連盟の組織刷新を進め、新団体の名称を「改革連盟」（英: Reform League）とした。
ジョージ・ポッターは旧来型の組合に所属していたがゆえに、労働組合は労働闘争のために存在すると考えており、各地のストライキを積極的に支援していた。これは合法的で穏便な組合運動を志向するジャンタと対立するものであった。排斥されたジョージ・ポッターは古いチャーティズムの伝統を継承する一派と接近した。1861年、ポッターは老チャーティスト指導者ロバート・ハートウェルとともに労働者紙『ビーハイブ』を発行して戦闘的な労働闘争を支持し続け、1864年には改革連盟と競合する新組織「ロンドン労働者協会(英: London Working Men Association, LWMA)」を組織した。成人男子選挙権に加えて間借り人選挙権の獲得を最優先課題に掲げて、ロンドンの労働者の選挙権獲得が目標であった。
一方、改革連盟は中産階級急進主義(イングランド)と合流して前組織を越える会員数の拡大と豊富な運動資金の獲得を目指した。会長選定は中産階級の知識人の中から吟味された。ジャマイカ事件で蜂起した黒人農民を擁護し総督エドワード・ジョン・エアを弾劾した著名な弁護士エドマンド・ビールズを会長に選出した。改革連盟は5月2日中央事務局から発行された通達で新組織の発足とその政治目標を次のように表明した。
ビールズは5月13日の発足集会の演説において、「代表なき課税は不正である」という伝統に言及し、課税を受けた労働者に選挙権がないのは公正ではないと指摘した。ビールズは、以上の点を踏まえて「成人男子選挙権」に基づく選挙権の拡大の必要性を説いた。また、国に対する熟練労働者（「労働貴族」）の貢献は大きく、彼らは勤勉で質実な生活を営み自助努力で生活を向上させ、組合に加入して組合員の役割を果たすなど公的な責任能力があって有権者になる十分な資質（「リスペクタビリティ」）を備えていることを強調した。
ちなみに、この時代を代表する合同組合(英: Amalgamated Society)という呼称をもった新モデル組合は特に重要で、それまでの組合とは根本的に異なるものであった。
この種の組合は、上述していることだが、ストライキなど労働闘争よりも労使交渉を重視していた。また、医療・疾病傷害・老齢・失業など様々な共済の制度を整備して組合員の福利の充実を図っていった。
しかし、この組合は一般の組合より高額な会費の支払いが求められた。当然、収入が多く職場内の地位の高い職長クラスや現場監督者に就くようなエリート労働者層しか入れなかった。その上、「合同組合」の多くが一般労働者の入職制限を要求していたほか、徒弟の修行期間（5年ほど）をこなした熟練職人だけを加入対象としていて、既に会員となっている組合員二人の推薦を受けて審査を通過しなければ新たに会員になれないなど資格が厳しく閉鎖的なものであった。組合内の風紀も特徴的でこれまでの従来型の組合の場合、会合は居酒屋で開かれることも多かったが、大工･指物工合同組合の場合は読書室に会合の場が置かれるようになっていた。改革連盟の支援者のひとりであるロバート・アップルガースが総書記を務めて以降、このASCJは零細な組合から建築業界で代表的かつ屈指の組織となる。1867年には17000ポンドの基金を築き豊富な財政力を有する強力な組合へと急成長を遂げていった。
このように19世紀の道徳改革の影響が労働組合にも達し、これが労働組合内部の構造改革を促していった。こうした新しい労働組合運動の型が熟練労働者の経済的、文化的、社会的な底上げの原動力になっていく。まさに改革連盟の選挙権拡大の要求は、こうした高い技術力に収入、高い知的レベルに職人的プライド、強力な団結力と有効な戦略を持った労働者階級のトップグループをより上に向かって引き上げていくことに焦点を置くものだった。
一方で、ビールズは下層労働者を「性質が悪くまったく値打ちのない他の階級」と位置付け、彼らを政治的に排除すべきとする認識を示した。
ビールズの演説では、改革連盟は選挙権を与えるべき人々（男性熟練労働者）と与えるべきではない人々（未熟練労働者・明言はしていないものの女性）が存在するということが指摘されている。この認識は当時珍しい考えではなく、保守党はおろか自由党のグラッドストンも急進主義者(イングランド)のジョン・ブライトも『英国憲政論』を執筆したウォルター・バジョットも、J.S.ミルでさえ優秀な人間が政治をするべきと見ており、ビールズも同じ考えを示そうとしていた。この時代の労働貴族層の人々は中産階級の支援と賛同を重視しており、労働者階級の政治利害を中産階級の良識者たち（出自にかかわらず個人の力量や責任を重んじるが故に有権者資格の無制限の拡大に反対している自由主義者）に代弁してもらおうと期待していた。ビールズは労働者階級の目覚ましい社会上昇を指摘し、以下のように明言した。
以上のことから、改革連盟は労働者の改革団体ではあったが、彼らの運動理念は自由・労働主義という特殊な立場に基づくものであった。
改革連盟は「人民主権」や「民主主義」によって急進的な社会変革を目指したチャーティズム、オウエン主義（空想的社会主義の一つ）とは異なり、体制のイデオロギーを受け入れて「個人主義」・「自由主義」の伝統を支持しており、保守的で男性主義的で資本主義の下での労働者階級の両極分解の状況を是認し、社会で成功を収めようと志す男性熟練労働者の社会的上昇を強く志向するグループであった。改革連盟執行部を構成していたハウエルやオッジャーらの権利観もビールズの見解と差異は少なく、選挙権を社会的ステータスとして位置づけ、これを手にすることで労働問題を有利な条件で解決するという点で同様のものであった。このことは選挙権を普遍的な「権利」として捉えるのではなく、階級社会における一種の「特権」であるとする認識が支配的だったことを示唆しており、改革連盟は成人男子選挙権を掲げていたものの、指導部と会員となった熟練労働者の内心は下層労働者との差別化に必死だったと推測できる。

### 自由党改正案の廃案
1865年10月、選挙法改正に長年反対していたパーマストン首相が急死した。
1866年3月、自由党内閣の大蔵大臣グラッドストンによって選挙法改正法案が提出される。家賃7ポンド戸主選挙権と10ポンド間借り人選挙権を都市選挙区に導入することが提案された。しかし、グラッドストンは党内の掌握に成功していなかったため、すぐさま反対の声が上がる。
その中で最も先鋭な反対論を展開したのがロバート・ロウである。
ロウは、家賃基準で設定された政府の法案は選挙権に確たる資格を設定していないことを指摘した。すなわち、家賃基準は物価変動に影響される不安定なものであり、労働者の資格切り下げ要求の突き上げが起こると拒絶する道理が欠如していて、一旦資格を緩和を始めると最終的に「正真正銘の成人男子選挙権」（改革連盟の要求でさえ条件付き）に行き着く可能性があると批判したのである。また、ロウは有権者資格の基準線から高ければ高いほど有権者としての政治的資質が高くなるが低ければ劣悪になってくると論を展開した。この劣悪な人々が選挙権を持つと予想されるのは政治の混乱であった。フランス革命やアメリカの南北戦争は民主主義が引き起こした「負の産物」として見なされていた。この主張は現代では時代錯誤なエリート主義であるが一九世紀では至って常識的な見解である。
6月、保守党は有権者資格の根拠を地方税基準から家賃基準に変更した自由党案を納税義務など政治的責任を軽視するものとして強く反発し、自由党の改革反対派（アダラム洞窟党と呼ばれる、ホイッグ派やロバート・ロウなど）と協力して法案を廃案に追い込んだ。まもなく、首相のジョン・ラッセルが内閣総辞職を決断したためヴィクトリア女王により第14代ダービー伯爵（エドワード・スミス＝スタンリー）が首相に指名されて少数与党の保守党政権が成立した。

### ハイドパーク事件

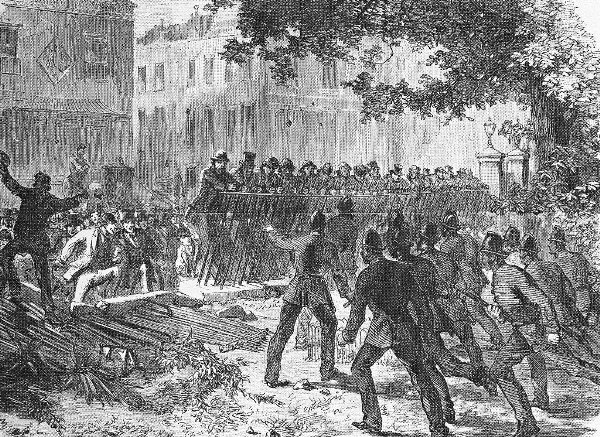
1866年ハイドパーク事件の様子

このような政局の変化に反発した改革連盟は、ハイドパークで抗議集会を開催して政府批判をしようと試みる。なお、ハイドパークは集会の自由が「イングランド人の権利」として保障された由緒ある場所で、マーブル・アーチを越えた所にスピーカーズ・コーナーが設けられ、いかなる発言（国王批判など例外を除く）も尊重されるなど古くから抗議活動の拠点であった。
しかし、ロンドン警視庁警視総監リチャード・メインはハイドパークでの集会に禁令を出して改革連盟の動きを阻止しようとした。これに対して、ビールズは警視総監に書簡を提出し、「公園は、人民の資産で管理されている国王の財産」であって、「議会がこれを尊重する国家財産である」と言及して政府に集会を妨害する権利はないと主張し、公園使用を許可するよう求めた。
1866年7月23日、ビールズは労働者と共にハイドパークを目指して行進し、公園への入場許可を求めるが、ゲートは封鎖されており要求は拒まれてしまう。ビールズは国費で運営された公園での集会が禁じられたことの「恥辱」を強調し、正当な権利の主張も認められていないこと、労働者が市民として認められていないことを皆に例示した。そして、ビールズは「もし、諸君がいかなる努力をもってしても正義を勝ち取れないのなら、市民としての正当な特権は、納税であれ、従軍であれ、いかなる国家貢献をなそうとも、いつまでも奪い取られたままになるであろう」と人々の前で述べて事の深刻さを示そうとしたのである。この演説は予想以上の作用をもたらすことになる。集会場所はトラファルガー広場に移されたが、ハイドパーク前に残っていた集会参加者の一部はビールズの演説と警官隊の態度に過剰に刺激されて暴走し、多数の労働者が公園の鉄柵を倒して警官隊を殴り飛ばし、ハイドパークを占拠するという事件が発生した。これが1866年ハイドパーク事件（ハイドパーク鉄柵倒壊事件）である。改革連盟の機関紙『コモンウェルス』はハイドパークの柵の内側が体制、外側がアウトサイダーだとする認識が労働者を決起させたと指摘している。
改革連盟の指導部に自制を求めるべくJ.S.ミルが仲介に入ってたほか、同事件は各界に賛否両論の大きな衝撃を与え、ヴィクトリア女王の姿勢にも影響を及ぼした。マルクスはこの事件について、「柵を槍にして警官を殺せば、面白いことになっただろう」と語っている。このようなわけで首相ダービーや大蔵大臣ディズレーリは不本意な改革に嫌々取り組まざるを得なくなっていく。

## 保守党政権と改革連盟

### 保守改正法案と保守主義
ディズレーリは、クランボーンをはじめとする保守党内部のトーリー派の頑強な抵抗を排して、1867年3月18日なんとか改革法案を提出した。そこで彼は「選挙権を社会的価値と結びつけて設定」する観点から、二年以上の居住期間を満たして納税台帳に氏名記載された地方税の納税者を新たに有権者に定め、都市選挙区に条件付きではあるが戸主選挙権を導入することを謳っている。ディズレーリは議会で次のように演説している。

議会内での第二次選挙法改正問題は、ディズレーリ・グラッドストンの直接対決の様相を呈していた。

しかし、このときディズレーリはトーリー主義に基づく伝統的な政治体制（貴族政治）と民主政の調和を理想化する復古的なレトリック（トーリー・デモクラシーと言われる）を用いながら、本改正法案に関して政治構造の変革を伴うような文字通りの民主化ではなく君主・貴族そしてその下のいる資本家の序列に新たに職人的労働者（アーティザンとも言う）が加えられて、「イングランドの代表制が広く民衆的基礎に置かれる」現実的な改革であると説いた。
保守党の政治文脈（保守主義）に基づいた論法に装飾された演説からは、この法案での戸主選挙権は縦社会のヒエラルキーに労働者の一部を追加するという伝統的形式を踏まえる以上、財産階級による支配の構造のもとで有権者構成を維持することが前提に置かれるべきとする意が込められていたと見ることができる。すなわち、改革と言っても民主化を限定的なものに抑えるという意味があり、戸主選挙権の「名」を選び実質な改革の効果を捨てるディズレーリの算段を含んだものだったのである。事実、その内容は地方税の「直接納税者」23万7000人を対象とする一方で、「小規模借家法」のもとで家賃と地方税を大家にまとめて支払い最大25％の控除を受けている「一括納税者」48万6000人は、税の割引を受けていること、納税台帳に登記されていないこと、の二点から資格から排除することが明らかにされた。

### グラッドストンの反撃
条件だらけのこの実質のない法案にグラッドストンはすぐさま反発し、「小規模借家法」は適用が不完全で地域差によってまちまちであったため納税方法の違いでは有権者を選別することはできないとして、熟練労働者に選挙権獲得の道を開いて有権者数を保守党案より増やせ、さらに労働者の「不良部分」を資格から排除できる地方税5ポンド選挙権・10ポンド間借り人選挙権を軸とする修正案を提出した。
しかし、自由党の党内協議での状況に反して、このグラッドストンによる巻き返しは失敗に終わる。グラッドストンの穏健な改革案が成立すれば更なる修正の余地はなくなるため、自由党急進派は密かに議会の喫茶室に集まって政府案を支持することで結集した。彼らは採決の場になって突然造反し、グラッドストン案に反対票を投じたのである。これによって修正案は廃案となり、保守党案が審議を通過、このまま政府案がほぼ原案に近い状態で制定されるかに見えた。しかし、ディズレーリの優位は続かなかった。ディズレーリの足を掬う機会をうかがって保守党の名ばかりの戸主選挙権法案を正真正銘のものにするべく急進派は行動をはじめたのである。

### 議会外の情勢と改革連盟
一方、議会外の改革連盟指導者たちはハイドパーク事件の成功に自信を深めるとともに二転三転する政局に憤慨し、1866年末の経済危機、コレラ流行の恐怖、研磨工組合員の暴行事件（シェフィールド事件）の余波といった諸々の事態に刺激され、非主流派メンバーを中心に威嚇的で実力行使を企てる過激な運動への転換を図りつつあった。チャーティズム内に「道徳派」と「実力派」が形成されたように、改革連盟内部にも分派の危険性があった。
1867年春、この頃労働運動の指導者たちは、シェフィールド事件ならびに労働組合活動に関する王立調査委員会に招集され次々と査問にかけられていた。この委員会は事件の真相究明を目的として掲げていたが、その実は保守党政府の陰謀の一つとして設置されたものだった。このため、アップルガースをはじめとして改革連盟の支援者であった人々は労働組合の合法性を説くのに必死で改革運動どころの状況ではなくなっていた。
そんな中で議論されたのが「聖金曜日」（イエス・キリストの処刑日で太陰暦に基づいていたためこの年は4月19日）のハイドパーク集会であった。改革連盟の指導者は保守党政権を潰すためにグラッドストンと会談する。改革連盟代表団は居住形態や納税方法、納税額などの条件で有権者を制限しないよう訴えて、成人男子選挙権を支持するよう求めた。しかし、グラッドストンの反応は冷ややかだった。群集が暴発する可能性があるとして聖金曜日開催案を批判し、集会日程を変更するように求めた。グラッドストンは明言していないが、建築工が多数参加する改革連盟の集会を警官隊が弾圧すれば、ハイドパーク公園がエルサレムの神殿で改革連盟指導者がイエス・キリストに、そしてこれを取り締まる警官がイエスを迫害するローマ軍、ディズレーリは父の代までユダヤ人であったことから保守党政府はさしずめユダヤのパリサイ派とする視覚的イメージと重なって革命が起こると考えていたと予想される。グラッドストンは兼ねてから成人男子選挙権や戸主選挙権に反対していたのだが、改革連盟の自己コントロール能力に疑問を抱いていたとも考えられ、結局「正義」を主張することに方法を選ばない改革連盟の要望を拒んだのである。

### 1867年ハイドパーク集会
このような訳で、ビールズやハウエルら改革連盟の穏健派指導者は、深く信奉するグラッドストンの支持を得られなかった。改革に向けての決定打はないように思われたが、議会の内外で保守党改正案への不満が高まっていた。改革連盟指導者はグラッドストンを盟友として、ハイドパークで平和的に集会を行ない保守党を圧倒して改革の「実」を手に入れようと考えた。改革連盟は過激な主張をする一派の排斥を進めて聖金曜日開催案を撤回し、成人男子選挙権の獲得は困難として、「無条件の戸主参政権」と間借り人選挙権を目指して保守党改正案の修正を求めることに目標を絞った。1867年5月6日、改革連盟はハイドパークで抗議集会を開催し、集会を無血で開催した。この判断は時節に適ったもので、自由党急進派はすでに保守党から10ポンド間借り人選挙権について譲歩を引き出していた。グラッドストンも改革連盟の誠意に感銘を受けて、改革連盟、そして自由党急進派の望む改革案を支持する立場へと舵を切る。

ここに自由党は急進主義(イングランド)というディズレーリ包囲網に統一され、グラッドストンの雪辱が叶うはずであった。しかし、自由党の無名な急進派議員ホジキンソンが「一括納入者問題」を解決させるべく「小規模借家法」を廃止して税込み家賃の協定支払いと税の控除を廃止するよう要求した時、保守党改正案の骨組みは突如崩壊する。ディズレーリはグラッドストン修正案や一括納税者に選挙権を与えるべきだと主張したヒィーバート修正案に勝ったことに完全に満足しており、次にくるグラッドストン派のチルダー案を封じることに関心が集中していた。そのため、これで十分だと思ったのか周囲の予想に反して自由党の無名議員の修正案を誰にも相談せず勝手に受け入れてしまったのである。結果、地方税の支払い方法で有権者を選別する相殺方法はなくなってしまい、「直接納入者」23万7000人に加えて「一括納税者」48万6000人と別の修正案で受け入れた「間借り人」2万名が資格該当者に加わって、総計72万3千名に選挙権を与えることが決まった。こうして「無条件の戸主参政権」が実現され、駆け込みの有権者登録も相まって実際には100万人近くもの労働者が有権者となり、全有権者の多数派を占めるに至ったのである。

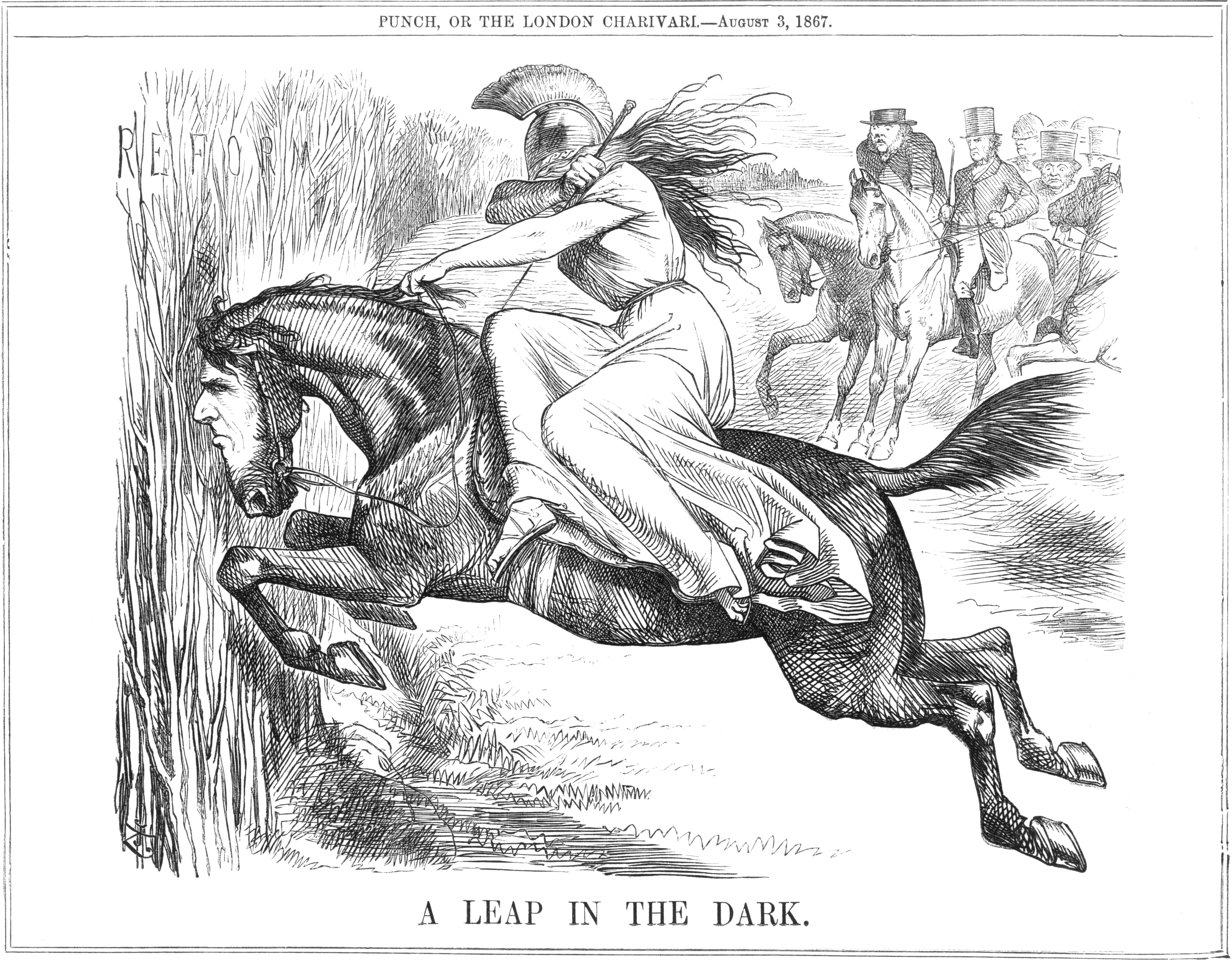
ダービー首相は第二次選挙法改正を暗中飛躍と評した

### 法案の成立
だが、ディズレーリの独断による大規模な保守党の譲歩はあくまで都市選挙区だけの話で、州選挙区では土地保有者の選挙権を納税額15ポンドに設定する予定であったが、10ポンドに下げる修正案に対して12ポンドとする譲歩があったがほとんど保守党の言い分が通っていった。また、議席再配分は地域実情に沿った政治取引の材料になってその内容は保守党・自由党の政治バランスが崩れないように限定的に抑えられ、選挙区画も死票を減らすため都市と農村で支持政党が明確になるように恣意的に線引きされた。
選挙法改正問題はグラッドストン、ディズレーリ、改革連盟など各勢力を翻弄するだけして、党派対立による混乱と妥協の末、1867年8月8日、第二次選挙法改正法が成立した。ようやく、ここに都市選挙区における労働者の選挙権に関する問題は決着をみる。
保守党政権のもとで改正された選挙法は民主的であり保守的であるという例え難い性質のものとしてその成立をみたのである。一方、改革連盟は工業都市への議席再配分や都市選挙区での選挙権拡大に結果を出したが、州選挙区での改革には成果を出せなかった。その結果、有権者数は9％に倍増、構成においては地方税を納入しているすべての戸主と一部の間借り人にまで選挙権が拡大され、都市の労働者が選挙権を得る一方、炭鉱労働者や小作人は資格から排除され地方での拡大規模は中農クラスの農民に留まることとなった。

## 改革後の活動
改革連盟は保守党への攻撃姿勢を崩すことはなかった。ハイドパークでの集会の自由をめぐって執拗に政府批判を繰り広げて、政府の禁令の違法性を訴え、改革連盟対策の責任者である内相のスペンサー・ホレーショ・ウォルポールを辞任に追い込んだほか、保守党の集会規制法案を廃案に導いている。1868年の総選挙では自由党を支持して労働者の有権者登録を促し、自由党の選挙活動の支援を展開してアレキサンダー・マクドナルドなど初の労働者議員を輩出したほか、自由党と労働組合運動の提携が強化され自由党の圧倒的な勝利を演出した。この動きは自由・労働主義としてウェストミンスター議会の前に立ち現われ、自由党・第一次グラッドストン政権の強力な支援体に発展していく。
やがて、改革連盟の役割は第一次グラッドストン政権の秘密投票法や労働組合法の制定などの改革を支持し、第二次ディズレーリ政権の下では労働法の更なる整備、社会改良の推進などの政治案件に関する議会対策の練り上げに移っていき、やがて組織は労働者議会代表連盟に改組された。

## 近年の研究

### マルクス主義史観と反対論者
改革連盟に関する1960年ごろまでの研究は、マルクス主義歴史学に基づく研究が大勢を占めていた。
その代表者であるロイデン・ハリソンは1965年『社会主義者以前』という書で改革連盟の「保守性」を指摘しつつ、単純な階級闘争史観を拒絶しているが、ハイドパーク事件の衝撃で改革連盟の存在感が強まったことを指摘している。ハリソンは、革命の危機を焚きつける自由党、そして、革命の恐怖心に取り憑かれた保守党、それぞれが議会の内外の情勢に迫られて選挙法改正を余儀なくされ、最終的には大規模な改革が実現実現していくという過程を描いた。1966年・67年は第二次選挙法改正の百周年にあたり、スミスとコーリングによってその政治過程が詳細に論じられた。とりわけ、コーリングはヴィクトリア社会の安定と均衡を評価する保守的な歴史観を持っており、改革の実現要因に関してハリソンの労働運動説に反対して自由党・保守党の党派抗争が改革の主因であると説いた。選挙法改正に関しては階級闘争や自由党・保守党の党派抗争では理解しがたい複雑な政治過程があり、ブレイクもこの問題について言及し、最終的にはディズレーリの民主主義時代へのチャレンジ精神の産物と評している。両者はディズレーリの巧みな議会操縦術とグラッドストンを出し抜ければ改革の行方がどうなろうと構わないという対抗心が不可能とされた改革を可能にしたのだと見ている。改革の真の立役者は誰かという問題はその後も難しい課題として残っていたが、佐喜真望は改革連盟とグラッドストンの提携関係の成立（これが後の自由・労働主義のスタート地点となる）が選挙法改正の核心部分になっていることを指摘している。

### ブリッグスによる偉人史観
マルクス主義歴史学やその反対者の論争に先立って重要な研究も存在している。
エイザ・ブリッグスは1954年『ヴィクトリア時代の人々』を出版しており、そこでサミュエル・スマイルズをはじめとする時代を象徴する「人」を切り口に1860年代の人々を紹介しながら選挙法改正の契機に迫っていた。ブリッグスはアップルガースなど労働組合指導者らが生きた時代の文化をスマイルズの「個人主義」や「自由主義」が支配的価値観となっていて「マルクス主義」の隆盛はまだない「安定の時代」として位置づけ、自由主義思想に染まりながらこの時代に生きた保守的な熟練労働者たちが「自助」によって選挙権と労働組合の合法化を獲得しようと格闘した点を描き出していた。その後、ヘンリー・ペリングと飯田鼎は、1850年代から次々と組織されていった「合同組合」が改革連盟による選挙法改正運動の性格を大きく規定している点を指摘した。この研究は当時のシティズンシップのあり方への関心を高めるものになった。このスタンスは1970年代以降も継続してその後の研究者は労働貴族研究を進め、熟練労働者が重視した品位（「リスペクタビリティ」）という社会的な価値概念を分析した。中山章も「合同組合」の会員になることが熟練労働者にとってとりわけ重要なステータスだったということを指摘している。

### 直近の研究
こうした文化的な視点を取り入れて画期的な研究が現れた。
2000年には『ヴィクトリア国家の解明:階級・人種・ジェンダーと1867年改正法』という著作が登場した。著者の一人ケイス・マックルランドは、選挙法改正において労働者の「資質」が議論された点に注目し、ジェンダー論に基づく新しいアプローチを導入した。そして、この時代の有権者資格にいかなる意味があるのかを論じ、選挙権の拡大は労働者階級の経済的実力や政治的貢献度だけではなく、男性労働者の「市民としての資質」が吟味されたことを強調している。このように、マックルランドによる研究は、1860年代に男性労働者のシティズンシップがもつ文化的側面の重要性を示し、第二次選挙法改正研究に新しい着眼点をもたらした。
改革の直接的要因や研究の論争は置くとして、選挙権の拡大を労働者が如何に捉えてていたかを考察することも重要であろう。直近においてもこの点に関する研究が見られる。
改革連盟はハイドパークで集会する権利を争点に、実際に権利が侵害される実例が具体的に示されることで運動は維持されていたが、これは運動の精神面でも同様であって、熟練労働者の権利観は「人権」や「民主主義」のような抽象的な理論からではなく、熟練労働者の多くが実際に会員だった「合同組合」のメンバーシップやハイドパークにおける集会の自由などの具体的なヴィジュアルを下敷きにしながら作り出されたものであることが指摘されている。そこから改革連盟の運動というものは、チャーティズムやマルクス主義に問題解決を求めないで労働組合のイデオロギーを思想として選挙法改正を試みたが、これは労働者階級の台頭によって登場した当時最先端の「合同組合主義」と旧来の秩序の象徴であった「議会政治」との結合させる、いわば、「労働組合アナロジー」というべき論理によって労働者の立身が叶う社会を志したものと解釈されている。